# Karol de Luynes
Charles d’Albert de Luynes (ur. 5 sierpnia 1578, zm. 15 grudnia 1621) – faworyt króla Francji, Ludwika XIII, mianowany parem Francji oraz konetablem Francji.
Był pierwszym synem Honore d’Alberta de Luynes, będącego na usługach trzech ostatnich Walezjuszów i Henryka IV Burbona. Na początku XVII wieku Charles rozpoczął służbę u przyszłego króla Francji, Ludwika XIII. Dzięki jego zamiłowaniu do myślistwa, podzielanego przez Ludwika, szybko stał się faworytem królewskiego następcy. W roku 1615, w okresie regencji Marii Medycejskiej i Concino Conciniego, został mianowany zarządcą Luwru oraz doradcą. Wraz z grupą spiskowców doprowadził do zamachu na Conciniego i w rezultacie przejęcia władzy w kraju przez Ludwika XIII. Nowy król pozostawał jednak pod wpływem Luynesa. W kolejnych latach Karol poślubił Marie de Rohan i rozpoczął kampanię przeciwko hugenotom. Zmarł na szkarlatynę 15 grudnia 1621 r. po nieudanym oblężeniu Montauban.